# Tài Văn
Tài Văn là một xã thuộc thành phố Cần Thơ, Việt Nam.

## Địa lý
Xã Tài Văn có vị trí địa lý:
- Phía đông giáp xã Long Phú
- Phía tây giáp phường Mỹ Xuyên và xã Thạnh Thới An
- Phía nam giáp xã Liêu Tú
- Phía bắc giáp phường Phú Lợi và xã Tân Thạnh.

Xã Tài Văn có diện tích 68,07 km², dân số năm 2024 là 34.490 người, mật độ dân số đạt 506 người/km².

## Lịch sử
Ngày 20 tháng 9 năm 1975, Bộ Chính trị ban hành Nghị quyết số 245-NQ/TW về việc hợp nhất tỉnh Cần Thơ (ngoại trừ huyện Thốt Nốt), tỉnh Sóc Trăng, tỉnh Trà Vinh, tỉnh Vĩnh Long thành một tỉnh, tên gọi tỉnh mới cùng với nơi đặt tỉnh lỵ sẽ do địa phương đề nghị lên.
Ngày 20 tháng 12 năm 1975, Bộ Chính trị ban hành Nghị quyết số 19/NQ về việc hợp nhất tỉnh Cần Thơ (bao gồm cả huyện Thốt Nốt của tỉnh Long Xuyên), tỉnh Sóc Trăng thành một tỉnh mới, tên gọi tỉnh mới cùng với nơi đặt tỉnh lỵ sẽ do địa phương đề nghị lên.
Ngày 24 tháng 2 năm 1976, Chính phủ Cách mạng lâm thời Cộng hòa miền Nam Việt Nam ban hành Nghị định số 3/NQ/1976 về việc hợp nhất tỉnh Cần Thơ, tỉnh Sóc Trăng và thành phố Cần Thơ thành một tỉnh mới, lấy tên là tỉnh Hậu Giang.
Ngày 7 tháng 7 năm 1982, Hội đồng Bộ trưởng ban hành Quyết định số 111-HĐBT về việc:
- Chia xã Tài Văn thuộc huyện Mỹ Xuyên thành xã Tài Chương và xã Tài Văn.
- Chia xã Viên An thuộc huyện Mỹ Xuyên thành 3 xã: Viên An, Viên Bình, Viên Hòa.

Ngày 16 tháng 9 năm 1989, Hội đồng Bộ trưởng ban hành Quyết định số 128-HĐBT về việc:
- Sáp nhập xã Tài Chương vào xã Tài Văn.
- Sáp nhập một phần của xã Viên Hòa mới giải thể vào xã Viên An.

Sau khi phân vạch địa giới hành chính:
- Xã Tài Văn có 4.044,74 ha diện tích tự nhiên và 11.578 nhân khẩu.
- Xã Viên An có 3.181,55 ha diện tích tự nhiên và 8.397 nhân khẩu.[8]

Ngày 26 tháng 12 năm 1991, Quốc hội ban hành Nghị quyết về việc chia tỉnh Hậu Giang thành tỉnh Cần Thơ và tỉnh Sóc Trăng.
Ngày 26 tháng 11 năm 2003, Quốc hội ban hành Nghị quyết số 22/2003/QH11 về việc chia tỉnh Cần Thơ thành thành phố Cần Thơ trực thuộc trung ương và tỉnh Hậu Giang.
Ngày 23 tháng 12 năm 2009, Chính phủ ban hành Nghị quyết số 64/NQ-CP về việc:
- Thành lập huyện Mỹ Xuyên thuộc tỉnh Sóc Trăng.
- Chuyển xã Tài Văn và xã Viên An thuộc huyện Mỹ Xuyên về huyện Trần Đề mới thành lập quản lý.

Tính đến ngày 31/12/2024:
- Xã Tài Văn có 7 ấp: Bưng Cà Pốt, Bưng Chuông, Chắc Tưng, Hà Bô, Prệc Đôn, Tài Công, Trà Đót.
- Xã Viên An có 4 ấp: Bờ Đập, Bưng Sa, Tiếp Nhựt, Trà Đức.

Ngày 12 tháng 6 năm 2025, Quốc hội ban hành Nghị quyết số 202/2025/QH15 về việc sắp xếp đơn vị hành chính cấp tỉnh (nghị quyết có hiệu lực từ ngày 12 tháng 6 năm 2025). Theo đó, sáp nhập tỉnh Hậu Giang và tỉnh Sóc Trăng vào thành phố Cần Thơ.
Ngày 16 tháng 6 năm 2025, Ủy ban Thường vụ Quốc hội ban hành Nghị quyết số 1668/NQ-UBTVQH15 về việc sắp xếp các đơn vị hành chính cấp xã của thành phố Cần Thơ năm 2025 (nghị quyết có hiệu lực từ ngày 16 tháng 6 năm 2025). Theo đó, sáp nhập toàn bộ 27,00 km² diện tích tự nhiên, quy mô dân số là 13.704 người của xã Viên An vào toàn bộ 41,07 km² diện tích tự nhiên, quy mô dân số là 20.786 người của xã Tài Văn thuộc huyện Trần Đề, tỉnh Sóc Trăng.
Xã Tài Văn có 68,07 km² diện tích tự nhiên và quy mô dân số là 34.490 người.